# 133404 Морог
133404 Морог (133404 Morogues) — астероїд головного поясу, відкритий 23 вересня 2003 року.
Тіссеранів параметр щодо Юпітера — 3,257.